# Péter Kusztor
Péter Kusztor (Boedapest, 27 december 1984) is een Hongaars wielrenner die reed voor onder meer Team Novo Nordisk.
In 2005 werd Kusztor Hongaars kampioen tijdrijden bij de beloften. Hij startte zijn professionele loopbaan bij het Hongaarse team Betonexpressz in 2006 en veroverde diverse nationale titels. Zijn belangrijkste internationale overwinning tot nu toe is de Ronde van Bretagne in 2011.

## Overwinningen
2005
 Hongaars kampioen tijdrijden, Beloften
2007
Proloog Grote Prijs van Gemenc
Proloog Ronde van Szeklerland
2008
GP Hydraulika Mikolasek
GP Bradlo
GP Betonexpressz 2000
2010
 Hongaars kampioen tijdrijden, Elite
 Hongaars kampioen op de weg, Elite
2011
Eindklassement Ronde van Bretagne
2012
 Hongaars kampioen op de weg, Elite
 Hongaars klimkampioen, Elite
2013
 Hongaars klimkampioen, Elite
2018
V4 Special Series Debrecen-Ibrány

## Resultaten in voornaamste wedstrijden
| Jaar | Milaan-San Remo | Parijs-Tours |  | WK op de weg |
| ---- | --------------- | ------------ |  | ------------ |
| 2008 |                 |              |  | 69e          |
| 2009 |                 |              |  | opgave       |
| 2010 |                 |              |  |              |
| 2011 |                 |              |  |              |
| 2012 |                 |              |  | 96e          |
| 2013 |                 |              |  | opgave       |
| 2014 |                 |              |  |              |
| 2015 |                 |              |  |              |
| 2016 |                 |              |  |              |
| 2017 |                 |              |  |              |
| 2018 |                 |              |  |              |
| 2019 | 141e            |              |  | opgave       |
| 2020 |                 | 80e          |  |              |
| 2021 | 143e            |              |  |              |

## Ploegen
- 2006 –  P-Nívó Betonexpressz 2000 Kft.se
- 2007 –  P-Nívó Betonexpressz 2000 Kft.se
- 2008 –  P-Nívó Betonexpressz 2000 Corratec
- 2009 –  Atlas-Romer's Hausbäckerei
- 2010 –  Atlas Personal-BMC
- 2011 –  Atlas Personal
- 2012 –  Atlas Personal-Jakroo
- 2013 –  Utensilnord Ora24.eu
- 2014 –  Utensilnord (tot 30-4)
- 2015 –  Amplatz-BMC (vanaf 1-5)
- 2016 –  Amplatz-BMC
- 2017 –  Amplatz-BMC
- 2018 –  My Bike Stevens
- 2019 –  Team Novo Nordisk
- 2020 –  Team Novo Nordisk
- 2021 –  Team Novo Nordisk
- 2022 –  Team Novo Nordisk
- 2023 –  Team Novo Nordisk
- 2024 –  Team Novo Nordisk
- 2025 –  Epronex-Hungary Cycling Team

Bajc · Bajt · Čanecký · Fidler · J.Gruber · T.Gruber · Kuen · Kusztor · Pelikán · Schoibl · Stoiber · Tratnik · Umhaller
Bajc · Čanecký · Edelbauer · Fidler · Gruber · Korošec · Kusztor · Mugerli · Pelikán · Pernsteiner · A. Umhaller · T. Umhaller
Bajc · Edelbauer · Fidler · Gruber · Korošec · Kuen · Kusztor · Mastaller · Mugerli · Pelikán · Tranninger · A. Umhaller · T. Umhaller
Beadle · Benhamouda · Brand · Ceurens · Clancy · Dauge · de Keijzer · Dunnewind · Henttala · Irvine · Kopecký · Kusztor · Lozano · Peron · Phippen · Planet · Poli · Ridolfo
Beadle · Brand · Ceurens (tot 24/5) · Clancy · Dauge · De Graeve (vanaf 7/6) · de Keijzer · Dunnewind · Henttala · Irvine · Kopecký · Kusztor · Lozano · Peron · Phippen · Planet · Poli · Ridolfo · Saidov
Beadle · Brand · Clancy · Dauge · De Graeve · de Keijzer · Dunnewind · Irvine · Kopecký · Kusztor · Lozano · Percrule · Peron · Perracchione · Phippen · Planet · Polga · Poli · Ridolfo · Smith